# Medalla al Partisano de la Guerra Patria
La Medalla al Partisano de la Guerra Patria  (en ruso: Медаль Медаль «Партизану Отечественной войны») es una condecoración militar soviética de la Segunda Guerra Mundial, establecida en dos grados, mediante decreto del Presídium del Sóviet Supremo de la URSS del 2 de febrero de 1943. para reconocer la fortaleza y el coraje de los partisanos en el frente interno en su lucha por liberar la patria soviética de los invasores nazis muy por detrás de las líneas enemigas. Su estatuto fue enmendado por decreto del Presídium del Sóviet Supremo de la URSS el 26 de febrero de 1947.

## Historia
La medalla se otorgaba a los partisanos, el estado mayor de los destacamentos partisanos y los organizadores del movimiento partisano por «servicios especiales en la organización del movimiento partisano, por su valentía, heroísmo y éxitos destacados en la lucha partisana por la  Patria soviética en la retaguardia de los invasores fascistas alemanes».
La medalla n.º 1 fue otorgada en junio de 1943, al partisano soviético Efim Ilyich Osipenko, un minero, comandante de un grupo de demolición, que en el otoño de 1941, se convirtió en el comandante de un grupo móvil de un destacamento partisano «Avanzado» operando en el área de Sukhinichi, óblast de Kaluga. En la zona de la estación de Myshbor, tras el fallo de la mecha de una mina improvisada, detonó la carga, golpeando el detonador con un poste de un cartel ferroviario. Como resultado, un tren enemigo (una locomotora de vapor y tres vagones plataforma con tanques) descarriló, el partisano resultó gravemente herido y perdió la vista.
Para principios de 1968, más de 127 mil hombres y mujeres (organizadores y líderes del movimiento partisano, comandantes de destacamentos y partisanos especialmente distinguidos) habían recibido la medalla al partisano de la Guerra Patria de 1.er y 2.do grados.
Entre los premiados no solo había ciudadanos de la URSS, sino también ciudadanos extranjeros: antifascistas que participaron en el movimiento partisano en el territorio ocupado de la URSS, así por ejemploː el comandante del destacamento partisano checoslovaco, el capitán Jan Nalepka, el partisano búlgaro Vera Pavlova, que se puso del lado de los partisanos y luchó en las unidades partisanas soviéticas del apóstol militar rumano Toma, Michael Mihailescu, Lazar Gheorgi, Marinescu Gheorgi, Kombari Nikola, y otros muchos.
El autor del dibujo de la medalla es el artista Nikolái Moskalev, el dibujo está tomado del proyecto no realizado de la medalla del 25.º Aniversario del Ejército Rojo.
Hasta el 1 de enero de 1995, recibieron la medalla al partisano de la Guerra Patria de 1.er grado - 56 883 personas, 2.do - 70 992 personas.

## Estatuto
La Medalla al Partisano de la Guerra Patria se otorgó en dos gradosː
- La medalla de primero gradoː fue otorgada a los partisanos, a los líderes y organizadores de unidades partisanas, por logros sobresalientes en la organización del movimiento partisano, por la valentía, el heroísmo y los logros destacados mostrados en la lucha partisana en los territorios ocupados de nuestra patria soviética muy por detrás de las líneas nazis.[2]
- La medalla de segundo grado fue otorgada a partisanos, a líderes y organizadores de unidades partisanas, por distinción personal en combate, en la ejecución de órdenes y asignaciones de mando, por apoyo activo de la lucha guerrillera contra los invasores nazis.[2]

La medalla se otorga por decreto del Presídium del Sóviet Supremo de la URSS.
La Medalla al partisano de la Guerra Patria se lleva en el lado izquierdo del pecho y, en presencia de otras órdenes y medallas de la URSS, se coloca después de la Medalla Conmemorativa por el Centenario del Natalicio de Lenin. Si se usa en presencia de órdenes o medallas de la Federación de Rusia, estas últimas tienen prioridad.
Cada medalla venía con un certificado de premio, este certificado se presentaba en forma de un pequeño folleto de cartón de 8 cm por 11 cm con el nombre del premio, los datos del destinatario y un sello oficial y una firma en el interior. Mediante el decreto de 5 de febrero de 1951, la medalla y su certificado quedaban en posesión de la familia del receptor (hasta entonces se debían devolver al Estado, en caso de fallecimiento del beneficiario)

## Descripción

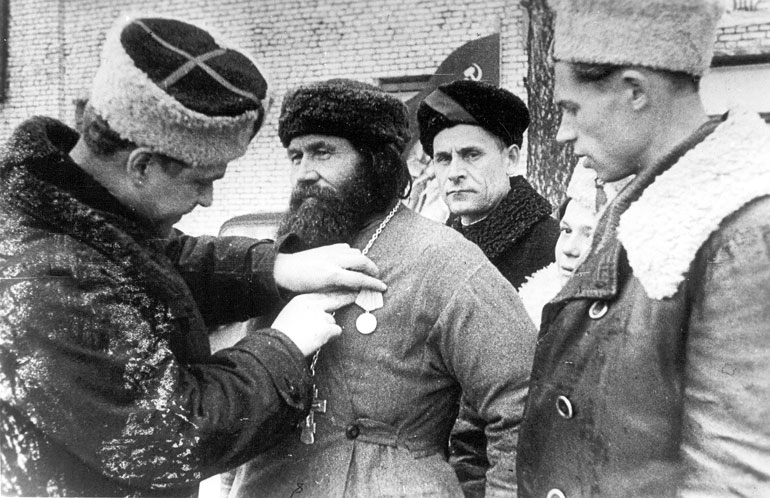
El sacerdote Fiódor Puzánov, rector de la iglesia de la Madre de Dios georgiana en el pueblo de Jojlov Gorki, en el óblast de Pskov siendo condecorado con la Medalla al Partisano de la Guerra Patria de grado

Es una medalla circular de 32 mm de diámetro, la medalla de primera clase se acuñó en plata, la medalla de segunda clase en latón
En el anverso de la medalla están grabados los perfiles del busto izquierdo de Lenin y Stalin, siendo este último el más cercano y ligeramente a la derecha. Una cinta en relieve de 3 mm de ancho recorre toda la circunferencia de la medalla, en su parte inferior, hay una estrella en relieve de cinco puntas que lleva una hoz y un martillo que divide en dos la inscripción «URSS» (en ruso: «СССР»), en el resto de la cinta, la inscripción en relieve «Al Partisano de la Guerra Patria» (en ruso: «Партизану Отечественной войны»).
En sus reversos también idénticos, se puede observar una inscripción en relieve en tres líneas que dice «Por Nuestra Patria Soviética» (en ruso: «За нашу Советскую Родину», Za nashu Sovetskuyo Rodinu), sobre la inscripción, se encuentra la imagen en relieve de la hoz y el martillo.
En la parte superior de la medalla hay un ojal que conecta la medalla con un anillo a un bloque metálico pentagonal cubierto con una cinta de muaré de seda.
Inicialmente, la cinta se instaló de 20 mm de ancho, de color verde claro con rayas estrechas a lo largo de los bordes de 2 mm de ancho cada una: rojo para la medalla de 1.er grado, y azul para la medalla de 2.do grado. Por decreto del 19 de junio de 1943, se instaló una nueva cinta de 24 mm de ancho, verde claro con una raya longitudinal en el medio de 2 mm de ancho: rojo para la medalla de 1.er grado, y azul para la medalla de 2.do grado.

## Medallas y cintas
| Primer Grado        | Segundo Grado | Reverso común |
| ------------------- | ------------- | ------------- |
|                     |               |               |
| Cinta de la medalla |               |               |
|                     |               |               |